# セクシーランジェリー

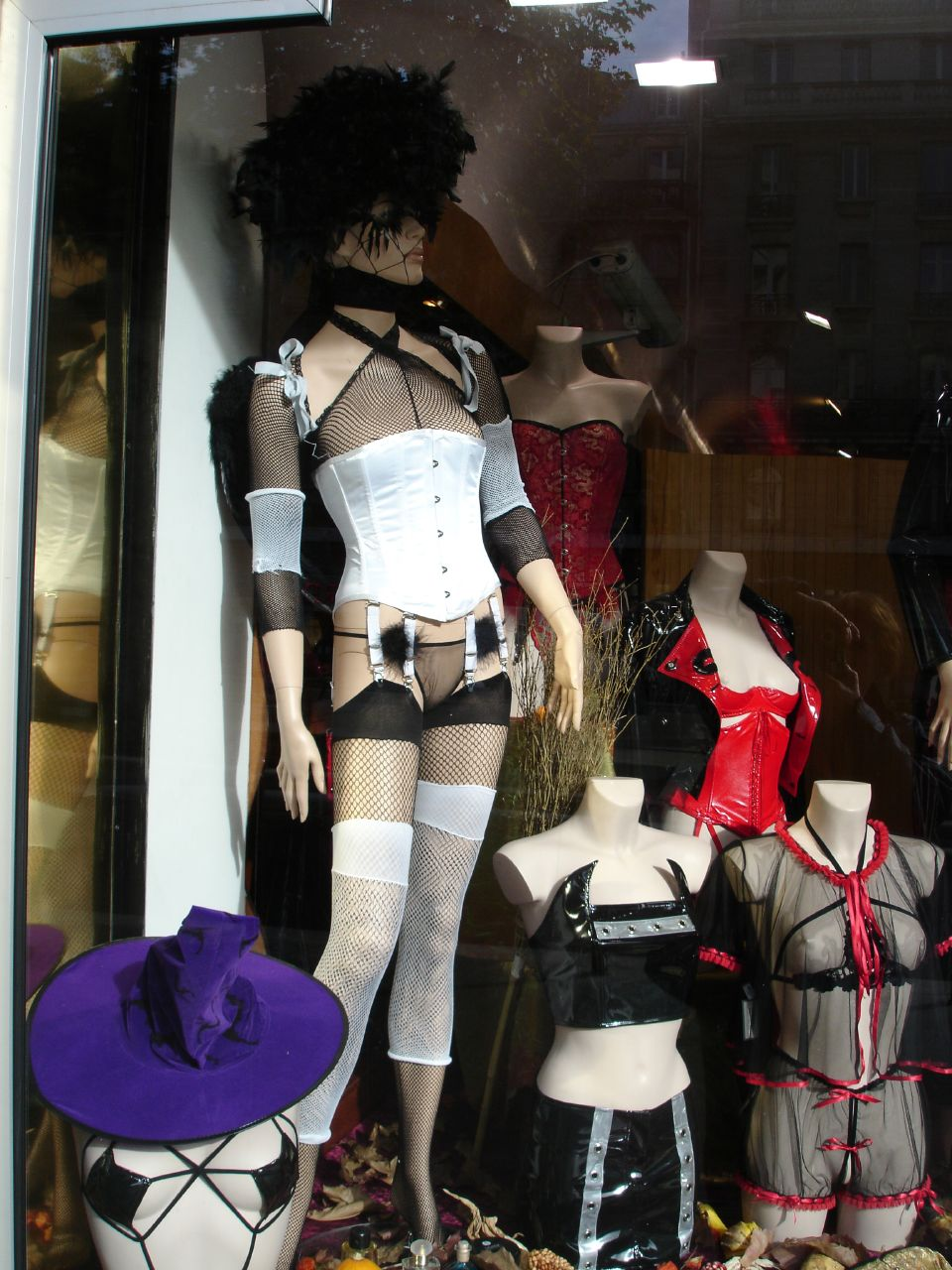
セクシーランジェリー・ショップ

セクシーランジェリー（和製英語）は、男女の肉体的あるいは性的魅力を引き出すために設計された下着である。ファッション性が重視され、下着としての日常使用の耐久性や実用性は考慮されていない。

## 概要
透明感の強い布地やメッシュ生地などをベースにして、刺繍やフリルをあしらったものが多い。日常的な下着と区別するため、呼称にセクシーなどという接頭語が付けられる場合がある。専門店またはインターネットで購入できる。

## セクシーランジェリーの分類
布地を薄くして透明感を強調するもの
- シースルーショーツ - 透明感を強調したショーツ
- ベビードール - セクシー感を強調したキャミソール
- ボディストッキング - ストッキングと同じ素材で全身を包むもの
- シースルーブラ - 透明感を強調したブラジャー

布地を切り欠いてセクシー感を強調するもの
- ブラジリアンカット - ハイカットでバックが1/2カットのショーツ
- リオカット - よりハイカットでバックが1/2カットのショーツ
- Tバック - フロントはビキニ、バックはT字型のショーツ
- ソング - フロントはビキニ、バックはT字型のショーツ
- タンガ - フロントとバックはV字型、サイドはひも状のショーツ
- Gストリング - フロントはV字型、バックとサイドは細いひも状のショーツ
- Cストリング - フロントは股間部、バックは尻の割れ目のみ覆いカチューシャのように弾性で挟むことで保持されるサイドがないショーツ、Iバックとも呼ばれる
- スーパーハイレグ - サイドが3～4cmしかなく腰骨より上にハイレグカットしたデザイン

下着としての意味をなさないほど布地を切り欠くもの
- トップレスブラ - フルカップブラの上3/4をカットしたブラジャー、バストのトップ部分が露出
- オープンブラ - フルカップブラの周囲以外をカットしたブラジャー、バストが全て露出
- Tフロント - フロントとバックがT字型のショーツ
- サスペンダーショーツ - サスペンダー式のGストリング、バストは乳首以外が全て露出
- オープンショーツ（オープンクロッチ） - クロッチ（股下部分）にスリットが入ったショーツ、Tバックもある
- ホールショーツ - フロント中央部に穴があいた男性用ショーツ、バック中央部に穴のあいた女性用ショーツ
- ぞうさんパンツ - ぞうの鼻の形状をした陰茎収納部がある男性用ショーツ、勃起するとぞうの鼻が持ち上がる
- ハーネス (下着) - SMプレイのひも縛りに似た紐スーツ、布地が全くない